# Astacilla amblyura
Astacilla amblyura là một loài chân đều trong họ Arcturidae. Loài này được Stebbing miêu tả khoa học năm 1905.